# عبده بدوي
الدكتور عبده محمد محمد بدوي شاعر مصري. ولد في 5 يوليو 1927م في قرية كفر الدفراوي مركز شبراخيت بمحافظة البحيرة بمصر. حصل على ليسانس دار العلوم 1953 ودبلوم معهد التربية 1954 والماجستير 1961 والدكتوراه بمرتبة الشرف 1969. عمل في وزارتي التربية والإرشاد والثقافة ثم في جامعات السودان والقاهرة والكويت والإمارات. عمل مديراً ورئيساً للتحرير لعدد من المجلات الأدبية. عضو في اتحاد الأدباء و رابطة الأدب الحديث ولجنتي الشعر والنثر بالمجلس الأعلى للفنون والآداب. له عشرات الدراسات في المجلات العربية المتخصصة.

## مؤلفاته

### دواوينه الشعرية
خمسة عشر ديوانا شعريا:
- شعبي المنتصر 1958
- باقة نور 1960
- الحب والموت 1960
- الأرض العالية 1965
- لا مكان للقمر 1966
- كلمات غضبي 1966
- أوبرا الأرض العالية 1966
- محمد ﷺ (قصيد سيمفوني) 1969
- السيف والوردة 1975
- دقات فوق الليل 1978
- الجرح الأخير 1986
- ثم يخضر الشجر 1986
- الحب والموت (طبعة ثانية) 1992
- دقات فوق الليل (طبعة ثانية) 1992
- الجرح الأخير 1995
- هجرة شاعر 1997
- الغربة والاغتراب والشعر 1999
- حبيبتي الكويت 2000
- ويجيء الختام 2001

### كتب ودراسات
الشعر في السودان - الشعراء السود وخصائصهم الشعرية - في الشعر والشعراء - أبو تمام - دراسات في النص الشعري العباسي - دراسات في الشعر الحديث - شخصيات إفريقية. كان الدكتور عبده بدوي صديقاً لباكثير، وكتب عنه العديد من الدراسات والمؤلفات في حياته وبعد وفاته، منها:
المقالات:
- لقاء مع أديب -مجلة الرسالة- القاهرة- 1964
- باكثير في ذكراه الخامسة- مجلة الهلال- القاهرة- ديسمبر 1974
- تجربة باكثير في الشعر- مجلة الفيصل - السعودية- شعبان 1412- فبراير 1992
- التجديد العروضي عند علي أحمد باكثير المجلة العربية- العدد 211 – الرياض- شعبان 1415- يناير 1995

الكتب:
- باكثير شاعراً غنايئاً -حوليات كلية الآداب –الكويت- 1981 م
- قراءة في مخطوطة لعلي أحمد باكثير- فصل في كتاب: دراسات في الشعر الحديث- ذات السلاسل- الكويت- 1987
- الشعر في السودان، صدرت ضمن سلسلة عالم المعرفة سنة 1981م.[10]

القصائد:
- واباكثيراه – باكثير في مرآة عصره- د. محمد أبوبكر حميد – مكتبة مصر – القاهرة – د.ت.
- عودة علي أحمد باكثير – ديوان الغربة والاغتراب والشعر- دار قباء للطباعة والنشر والتوزيع – القاهرة -1998

المهرجانات:
- مهرجان باكثير الأول في سيئون في 21 ديسمبر 1985
(وثائق مهرجان باكثير- دار الحداثة- 1988) وقد ذكر د. مصطفى عبود أن عبده بدوي اعتذر عن عدم حضور المؤتمر العالي للشعر في مانيلا حين وصلته دعوة اتحاد الأدباء والكتاب اليمنيين لحضور مؤتمر باكثير. كما قدم عبده بدوي دراسة بعنوان: قراءة في ديوان مخطوط لعلي أحمد باكثير.

## الجوائز والأوسمة
حصل عبده بدوي على عدة جوائز معظمها يتصل بإبداعه الشعري أهمها جائزة الدولة في الشعر ووسام العلوم والفنون من الطبقة الأولى سنة 1977م، وجائزة البحث العلمي لأعضاء هيئة التدريس من جامعة عين شمس، والجائزة الأولى في (مهرجان داكار)، عن التأليف الإذاعي، وجائزة أفضل ديوان شعر من مؤسسة يماني الثقافية عن ديوانه (دقات فوق الليل).

## كتبوا عنه
ممن كتبوا عنه: مصطفى السحرتي، وسعد دعبيس، وحلمي القاعود وأحمد كمال زكي، ويوسف نوفل.

## وفاته
توفي يوم الخميس في ليلة الجمعة 16 ذو القعدة 1425 هـ الموافق 27 يناير 2005.